# Доубер, Пэм
Пэм Доубер (англ. Pam Dawber, род. 18 октября 1951) — американская актриса.
Пэм Доубер родилась и выросла в Детройте, штат Мичиган и начала свою карьеру как фотомодель, прежде чем стать актрисой. Доубер наиболее известна благодаря своей заглавной роли в комедийном телесериале «Морк и Минди», в котором она снималась на протяжении четырех сезонов, с 1978 по 1982 год. Также она сыграла главную роль в ситкоме «Моя сестра Сэм», который транслировался в 1986-88 годах и снялась во множестве телефильмов. На большом экране она сыграла главную женскую роль в комедии 1992 года «Оставайтесь с нами».
С 21 марта 1987 года Доубер замужем за актёром Марком Хармоном, у них двое сыновей.

## Фильмография
- 1978 — Свадьба / A Wedding
- 1980 — Девушка, золотые часы и всё остальное / The Girl, the Gold Watch & Everything
- 1978—1982 — Морк и Минди / Mork & Mindy
- 1986—1988 — Моя сестра Сэм / My Sister Sam
- 1989 — Знаете ли вы человека-булку? / Do You Know the Muffin Man?
- 1992 — Оставайтесь с нами / Stay Tuned
- 1994 — Связанные обманом / Web Of Deception
- 1994 — Крик о помощи / A Child’s Cry for Help
- 2000 — Незабываемый апрель / I’ll Remember April